# 東亞塞拜然省
東阿塞拜疆省（波斯語：آذربایجان شرق）是伊朗三十一個省份之一。面積46,929平方公里，在所有省份中排行第十。人口約3,500,000（2005年數據）；首府位於大不里士市。

## 地理位置
東阿塞拜疆省位於伊朗西北部；北與阿塞拜疆共和国及亞美尼亞共和國接壤，東面、南面、及西面則分別與阿爾達比勒省、贊詹省、及西阿塞拜疆省為鄰。境內多高山，其中位於大不里士市南面的薩蘭德峰是全省的最高點，海拔超過3,700公尺。
東阿塞拜疆省的氣候因山區和平原地區而異。山區較乾燥及寒冷；平原地區則較溫和。

## 歷史
在馬其頓亞歷山大大帝逝世後，在阿塞拜疆地區有一名叫阿特羅巴特斯的總督；他於公元前320年宣布獨立，帶領這個地區脫離馬其頓人的管治。因此，這個地區名稱為Atorpatkan，最後被改成阿塞拜疆（英語：Azarbaijan）。

## 行政区划
東阿塞拜疆省轄19郡；其波斯語名稱及英語譯名分別如下：
| 波斯語            | 英語譯音          | 漢語譯音       |
| ----------------- | ----------------- | -------------- |
| شهرستان آذرشهر    | Azarshahr County  | 阿扎爾沙哈爾县 |
| شهرستان اسکو      | Osku County       | 奥斯库县       |
| شهرستان اهر       | Ahar County       | 阿哈爾县       |
| شهرستان بستان‌آباد | Bostanabad County | 巴斯坦阿巴德县 |
| شهرستان بناب      | Bonab County      | 博纳卜县       |
| شهرستان تبریز     | Tabriz County     | 大不里士县     |
| شهرستان جلفا      | Jolfa County      | 焦勒法县       |
| شهرستان چاراویماق | Charuymaq County  |                |
| شهرستان سراب      | Sarab County      |                |
| شهرستان شبستر     | Shabestar County  | 沙贝斯塔尔县   |
| شهرستان عجب‌شیر    | Ajabshir County   | 拉贾布希尔县   |
| شهرستان کلیبر     | Kalibar County    |                |
| شهرستان مراغه     | Maragheh County   | 马拉盖县       |
| شهرستان مرند      | Marand County     | 馬蘭德县       |
| شهرستان ملکان     | Malekan County    | 馬拉蓋县       |
| شهرستان میانه     | Mianeh County     | 米亞內县       |
| شهرستان ورزقان    | Varzaqan County   | 瓦爾扎甘县     |
| شهرستان هریس      | Haris County      | 哈里斯县       |
| شهرستان هشترود    | Hashtrud County   | 哈什特德县     |

## 旅遊名勝
- 小扎卜河

## 大地震
根據國際媒體從德黑蘭傳出的消息，2012年8月11日，當地時間16時53分，在伊朗東阿塞拜疆省連續發生了兩起地震，至少有60座村莊受災，當中6座村莊全毀，而6座中有4座在阿哈爾市，兩起地震間隔約11分鐘。
德黑蘭大學地球物理研究所報告，地震強度為芮氏6.2與6.0，而美國地質調查局（USGS）說是6.4與6.3；地震深度僅約10公里，所以造成了227死與1380人傷。
地震發生的第一時間，土耳其、新加坡、德國、台灣等表示願意支援，但伊朗紅新月會（Red Crescent）稱有能力處理災情，故婉拒其他國家的援助。
伊朗內政部長穆斯塔法·穆罕默德-納賈爾說：「搜救行動現已結束。我們正努力確保滿足生還者在食物與住宿上的需要。」那賈爾及其他官員說，瓦礫磚石堆下已經沒有其他生還者，沒有進一步搜救必要。
目前有超過16000人無家可歸，地震還波及了大不里士與瓦爾扎甘。